# Stanley Jeyaraja Tambiah
Stanley Jeyaraja Tambiah (16 de janeiro de 1929 - 19 de janeiro de 2014)  foi um antropólogo social  e Esther and Sidney Rabb Professor (emérito) de Antropologia na Universidade de Harvard. Especializou-se em estudos da Tailândia, Sri Lanka e Tamils, bem como em antropologia da religião e da antropologia da política.

## Vida
Tambiah nasceu no Sri Lanka em uma família cristã Tamil. Frequentou o S. Thomas' College, Mount Lavinia para sua educação primária e secundária. Depois de terminar seus estudos de graduação na Universidade do Ceilão em 1951, frequentou a Universidade de Cornell, graduando-se em 1954 com doutorado.  Começou a ensinar sociologia na Universidade do Ceilão em 1955, onde permaneceu até 1960. Após alguns anos como assistente de ensino da UNESCO para a Tailândia, lecionou na Universidade de Cambridge de 1963 a 1972 e na Universidade de Chicago de 1973 a 1976.  Ele se juntou ao corpo docente da Universidade de Harvard em 1976.

## Realizações
Seu primeiro grande trabalho publicado foi um estudo etnohistórico da Tailândia moderna e medieval. Ele então se interessou pelo estudo comparativo das formas como as categorias ocidentais de magia, ciência e religião têm sido usadas por antropólogos para dar sentido a outras culturas que não usam esse sistema de três partes. Após a eclosão da guerra civil no Sri Lanka, ele começou a estudar o papel das identidades religiosas e étnicas concorrentes naquele país. Em Harvard, ele treinou várias gerações de antropólogos em vários campos. Ele também atuou no Comitê de Resolução de Conflitos Internacionais do Conselho Nacional de Pesquisa. Fez pesquisa de campo sobre a organização de templos budistas no Sri Lanka (Monks, Priests and Peasants, a Study of Buddhism and Social Structure in Central Ceilão). Teve vários artigos publicados no periódico American Anthropologists e no Journal of Asian Studies) 

## Prêmios
Em novembro de 1997, Tambiah recebeu o prestigioso Prêmio Balzan  pela "penetrante análise sócio-antropológica dos problemas fundamentais da violência étnica no Sudeste Asiático e estudos originais sobre a dinâmica das sociedades budistas [que] abriram o caminho para uma abordagem inovadora e rigorosa abordagem sócio-antropológica da dinâmica interna das diferentes civilizações".   Um mês depois, o Royal Anthropological Institute of Great Britain and Ireland concedeu-lhe o seu maior reconhecimento,  a Huxley Memorial Medal and Lecture.  Em setembro de 1998, ele recebeu o Prêmio de Cultura Asiática Fukuoka pela cidade de Fukuoka, capital da Prefeitura de Fukuoka, Japão.
Em 2000, tornou-se um Membro Correspondente da Academia Britânica,  um título dado àqueles que "atingiram um alto nível internacional" em uma disciplina nas ciências humanas ou sociais. 

## Escritos
- Buddhism and the Spirit Cults in North-East Thailand. Cambridge University Press, 1970. ISBN 978-0-521-09958-5.
- World Conqueror and World Renouncer : A Study of Buddhism and Polity in Thailand against a Historical Background (Cambridge Studies in Social and Cultural Anthropology). Cambridge University Press, 1976. ISBN 978-0-521-29290-0ISBN 978-0-521-29290-0.
- The Buddhist Saints of the Forest and the Cult of Amulets. Cambridge University Press, 1984.
- Form and Meaning of Magical Acts, in "Culture, Thought, and Social Action: An Anthropological Perspective", Harvard University Press, 1985 [1973], pp.60–86.
- Sri Lanka: Ethnic Fratricide and the Dismantling of Democracy, Chicago : University of Chicago Press, 1986. ISBN 978-0-226-78951-4ISBN 978-0-226-78951-4
- Magic, Science and Religion and the Scope of Rationality (Lewis Henry Morgan Lectures). Cambridge University Press, 1990. ISBN 978-0-521-37631-0ISBN 978-0-521-37631-0.
- Buddhism Betrayed? : Religion, Politics, and Violence in Sri Lanka (A Monograph of the World Institute for Development Economics Research). University of Chicago Press, 1992. ISBN 978-0-226-78950-7ISBN 978-0-226-78950-7.
- Leveling Crowds : Ethnonationalist Conflicts and Collective Violence in South Asia. (Comparative Studies in Religion and Society). University of California Press, 1996. ISBN 978-0-520-20642-7ISBN 978-0-520-20642-7.
- Edmund Leach: An Anthropological Life. Cambridge University Press, 2002. ISBN 978-0-521-52102-4ISBN 978-0-521-52102-4.

Em português
- Conflito etnonacionalista e violência coletiva no sul da Asia. Revista Brasileira de Ciências Sociais, 34.
- Múltiplos ordenamentos de realidade: o debate iniciado por Lévy-Bruhl. Cadernos de Campo, 22, 2013.[13]
- Cultura, pensamento e ação social: Uma perspectiva antropológica. Petrópolis: Vozes, 2018. ISBN 978-8532657497

Entrevista
- Continuidade, integração e horizontes em expansão. Mana, 3(2), 1997.[14]